# Audacity
Audacity је бесплатан програм за снимање и аудио едитор отвореног кода. Доступан је за Windows, OS X, Linux као и за друге оперативне системе. Пројекат Audacity је започели Dominic Mazzoni и Roger Dannenberg у јесен 1999 на Карнеги Мелон универзитету. Прва званична верзија пуштена је 28 Маја, 2000. До октобра 2011, постао је 11-ти најпопуларнији програм по броју преузимања са SourceForge са 76,5 милиона преузимања. 2007 и 2009 године Audacity је освојио Community Choice Award for Best Project for Multimedia сајта SourceForge.

## Карактеристике и употреба
Audacity има могућност снимања са више улаза, као и накнадну обраду свих типова аудио фајлова, додавањем ефеката као што су нормализација и ограничавање.

### Снимање и репродуковање звука
Audacity има могуђност снимања звука у реалном времену са микрофона или аудио миксете. Са одређеним аудио картицама и новијим верзијама оперативних система, могуће је и прихватање стримованог аудио садржаја.

### Убацивање и извожење фајлова
Увожење звучних фајлова и њихово међусобно комбиновање као и креирање нових снимака. Извожење аудио фајлова могуће је у различитим аудио форматима, али и у више разкучитих формата истовремено

### Квалитет звука
Подршка за рад са више канала са феквенцијом семпловања до 96 kHz, и 16-битне, 24-битне, 32-битне узорке. Учестаност одабирања и формати се конвертују високо хвалитетним алгоритмом. Аудио стримови са различитим узроковањем се пребацују у реалном времену

### Обрада
сечењем, копирањем и уметањем, комбиновање звука са више улаза

### Ефекти
база са великим бројем ефеката и могућност додавањем нових коришћењем Nyquist, Едитовање енвелопе амплитуде, смањење, и уклањање шума

### Анализа
Спектрална анализа звука коришћењем Фуријеове трансформације

### Смањење и уклањеање шума
Опција за уклањање шума служи за уклањање константног позадинског шума као што је звук вентилатора, касетофонске траке и других. Коришћење овог ефекта не пружа одговарајуће резултате са уклањањем позадинске музике или говора..

## Архитектура и организација система
У Audacity прогарму можео разликовати следеће целине као независне делове система

### Обрада команди
Клик на мени или притисак на тастатуру потребно је проследити до одговарајуће функције у програму. Овај део кода није карактеристичан за Audacity. Сви програми за едитовање имају део који обавља исту функцију.

### Аутоматизовани интерфејс
Почело је са Lynn Allan-овом верзијом CleanSpeech варијанте Audacity. Овј једноставан интерфејс је примењивао сет команди по претходно утврђеном редоследу једну за другом. Овиме је било могуће да се идентична обрада изврши на великом броју аудио фајлова пре њиховог постављања на интернет.

### Ефекти
Audacity не подржава ефекте у реалном времену. Потребно је селектовати одговарајући аудио применити ефекте, а ѕатим репродуковати садржај. Можемо разликовати
- Уграђене ефекти- они су део Audacity програма и са њима је најлакше радити. Њихов C++ код се може видети у Audacity пројекту
- LADSPA се додају нао независни dll-ови и креирани су по Ladspa стандарду. (погледатиLV2).
- Nyquist: могуће је коришћење Nyquist (LISP) скрипти за аудио обраду
- Vamp-ови ефекти служе за анализу аудио садржаја , могу да прикажу криву која представља меру одређеног аспекта датог аудио фајла или поставе ознаке на одређене карактеристике

### Увоз и извоз
Све операције са увожењем конвертовањем и извожењем различитих формата аудио фајлова обезбеђене су коришћењем туђих библиотека, од којих се већина компајлира заједно са основним кодом Audacity прогама. LAME библиотека која је задужена за mp3 фајлове, због другачијег типа лиценцирања, издвојена је и не долази са инсталацијом програма Audacity већ је потребно накнадно је додати.

### Графички кориснички интерфејс
wxWidgets библиотеке обезбеђују графичку подршку, на које су додата проширења од Audacity тима како би се задовољили додатни захтеви

## Подржани језици
Поред подршке за енглески језик Audacity програм укључује помоћне фајлове на арапском, бугарском, кинеском, чешком, данском, холандском, финском, француском, немачком, грчком, ирском, италијанском, јапанском, литванском, македонском, мађарском, норвешком , пољском, португалском, румунском, руском, словачком, словеначком, шпанском, шведском, турском, украјински